# Manic Street Preachers
Manic Street Preachers  — британський рок-гурт, заснований в 1986 році під назвою Betty Blue в невеликому шахтарському містечку Блеквуд на півдні Уельсу. Manic Street Preachers починали як панк-гурт, але згодом наблизилися у звучанні до рок-мейнстриму та до альтернативного року. Гурт завжди відзначався політизованістю текстів пісень і заяв музикантів.

У 1995 році лідер та гітарист гурту Річі Едвардс вчинив самогубство, стрибнувши з моста. [джерело?]

## Дискографія

### Студійні альбоми
- 1992  — Generation Terrorists
- 1993  — Gold Against the Soul
- 1994  — The Holy Bible
- 1996  — Everything Must Go
- 1998  — This Is My Truth Tell Me Yours
- 2001  — Know Your Enemy
- 2004  — Lifeblood
- 2007  — Send Away The Tigers
- 2009  — Journal For Plague Lovers
- 2010  — Postcards from a Young Man
- 2013  — Rewind the Film
- 2014  — Futurology
- 2018  — Resistance Is Futile
- 2021  — The Ultra Vivid Lament

### Збірники
- 2002  — Forever Delayed
- 2003  — Lipstick Traces — A Secret History Of Manic Street Preachers
- 2011  — National Treasures — The Complete Singles

### Відео
- If you tolerate this your children will be next
- Roses in the hospital
- There by the grace of God
- Love of Richard Nixon
- Your love alone is not enough
- Autumnsong
- Indian summer
- Jackie Colins' existentional question time
- Ocean Spray
- Faster
- The Everlasting
- So Why So Sad
- Kevin Carter
- (It's not war) Just the end of love
- You Love Us
- You Love Us (Heavenly version)
- Love's Sweet Exile
- Slash 'n' Burn
- Little Baby Nothing
- Motorcycle Emptiness
- Stay Beautiful
- She Is Suffering
- Revol
- You Stole The Sun From My Heart
- Found That Soul
- Life Becoming A Landslide
- From Despair To Where
- Everything Must Go
- A Design For Life
- Australia
- The Love Of Richard Nixon
- Judge Yr'self